# 楡井頼仲
楡井 頼仲（にれい よりなか、正安2年（1300年）ごろ - 正平12年/延文2年2月5日（1357年2月24日））は、鎌倉時代末期から南北朝時代にかけての武将。楡井氏は清和天皇系信濃源氏の末裔で、信濃国高井郡楡井邑（現在の長野県須坂市付近）の出身と伝えられている。
南朝方の武将として日向国から大隅国にかけて一時期活躍し、志布志城、大姶良城、加瀬田城を領有する。しかし、南九州の南朝勢力の一掃の為に北朝方より派遣された畠山直顕との争いに敗れて城を失う。その後も再起の為に幾度か挙兵したが失敗に終わり、最期は1357年（正平12年）に自身が創建した大慈寺で自害する。
翌1358年に、九州の南朝方トップだった菊池武光が日向に遠征し畠山直顕を打ち破ると、大慈寺の頼仲の墓を詣り、孤軍奮闘を讃え、「禁制大慈寺濫妨狼藉事」という禁札を出している。

## 年表
- 1339年 大姶良城(鹿屋市)を領有する。
- 1340年 大慈寺を創建する。
- 1342年 祢寝院横山村を制圧する。
- 1347年 肥後中務丞(種子島時基か)とともに種子島地頭職を得る。
- 1348年 日向国志布志松尾城を拠点とする。弟の頼重が大崎胡摩ヶ崎城で挙兵する。
- 1350年 頼仲と肝付氏の連合軍が大隅を侵略。
- 1351年
  - 2月 大隅国加瀬田城(鹿屋市輝北町)を攻略。
  - 4月 畠山直顕の配下である禰寝氏に大姶良城を攻められ陥落。
  - 8月 禰寝氏に加瀬田城を落とされ、頼重は志布志へ逃れる。畠山直顕に志布志松尾城を攻め落とされる。
  - 12月 弟頼重と共に大姶良城を奪還、再び挙兵する。
- 1354年
  - 2月22日 頼仲の手勢が鹿屋一の谷城に攻め入り籠城するが24日落城。25日には大姶良城落城、胡麻ヶ崎城に逃れる。
- 1357年
  - 1月27日 胡麻ヶ崎城にて三度挙兵するが、禰寝清有によって攻め囲まれる。
  - 2月5日 志布志に逃れるが、松尾城も落城し大慈寺宝池庵(宝地庵・現在の大慈寺本堂)にて自害。
- 1928年11月10日 正五位を追贈された[1]。